# Foulehaio
Foulehaio is een geslacht van zangvogels uit de familie honingeters (Meliphagidae). De vogels van dit geslacht komen voor op de Fiji-eilanden.

## Soorten
De volgende soorten zijn bij het geslacht ingedeeld:
- Foulehaio carunculatus – Grote fijihoningeter
- Foulehaio procerior – Kikauhoningeter
- Foulehaio taviunensis – Kleine fijihoningeter